# Diócesis de Bangassou
La diócesis de Bangassou (en latín: Dioecesis Bangassuensis y en francés: Diocèse de Bangassou) es una circunscripción eclesiástica de la Iglesia católica en la República Centroafricana. Se trata de una diócesis latina, sufragánea de la arquidiócesis de Bangui. Desde el 21 de diciembre de 2000 su obispo es Juan-José Aguirre Muñoz, de los Combonianos.

## Territorio y organización
La diócesis tiene 134 284 km² y extiende su jurisdicción sobre los fieles católicos de rito latino residentes en las prefecturas de: Mbomou y Haut-Mbomou.
La sede de la diócesis se encuentra en la ciudad de Bangassou, en donde se halla la Catedral de San Pedro Claver.
En 2020 en la diócesis existían 14 parroquias:
- Catedral de San Pedro Claver (en Bangassou)
- Parroquia de Cristo Rey (en el barrio de Tokoyo, Bangassou este)
- Parroquia de Santa Cruz (en Niakari)
- Parroquia de San Jorge (en Ouango)
- Parroquia de San Andrés (en Bakouma)
- Parroquia de San José (en Nzacko)
- Parroquia de San Bernardo (en Gambo)
- Parroquia de San Agustín (en Rafai)
- Parroquia de San Juan Bautista (en Zémio)
- Parroquia de Santos Mártires de Uganda (en Obo)

## Historia

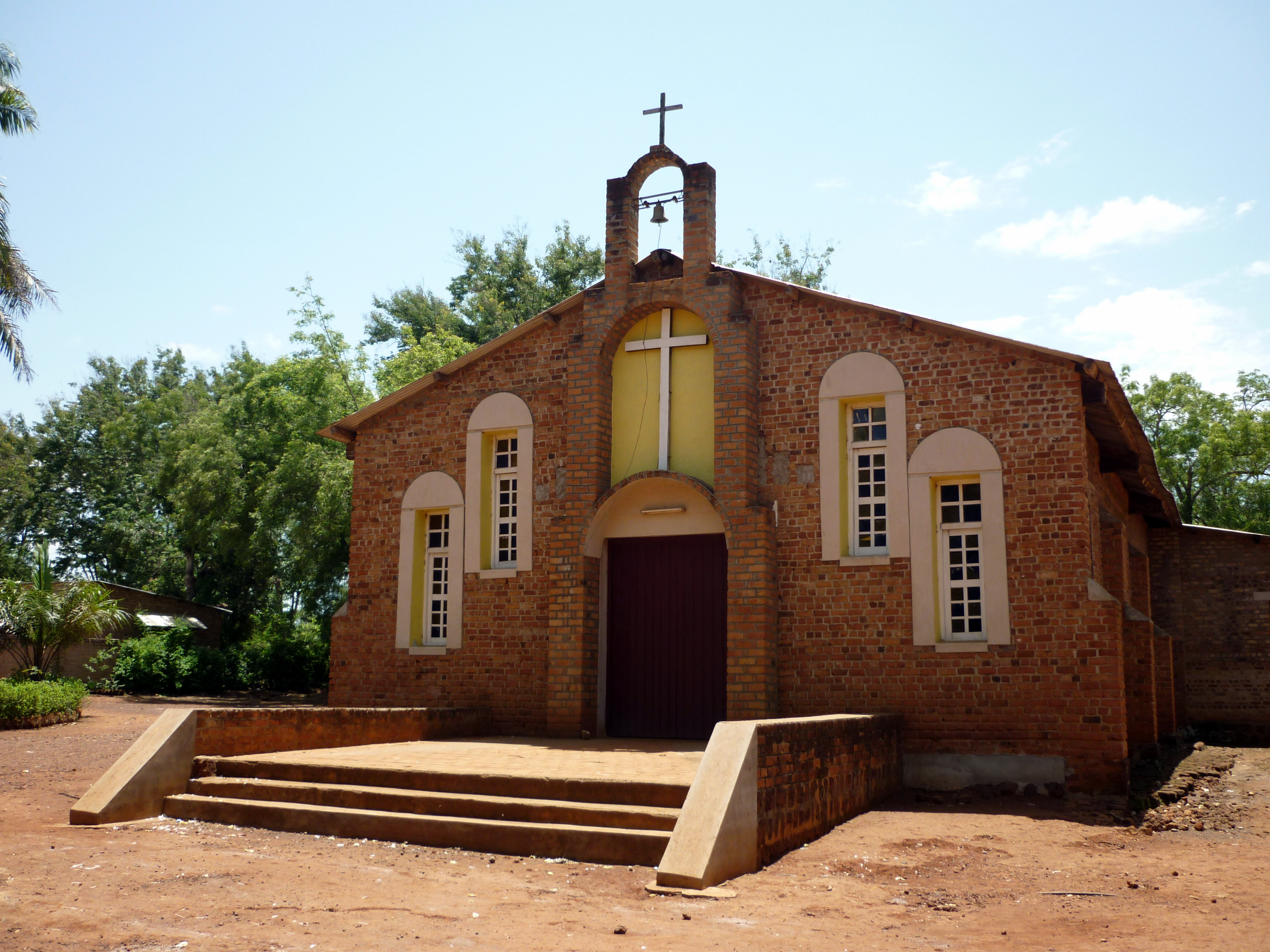
Parroquia de San Juan Bautista, en Zémio

La prefectura apostólica de Bangassou fue erigida el 14 de junio de 1954 con la bula Cum pro certo del papa Pío XII, obteniendo el territorio del vicariato apostólico de Bangui (hoy arquidiócesis). Se nombró prefecto al hermano Martin Bodewes. Los misioneros espiritanos habían sido los primeros en llegar para la evangelización de esta región.

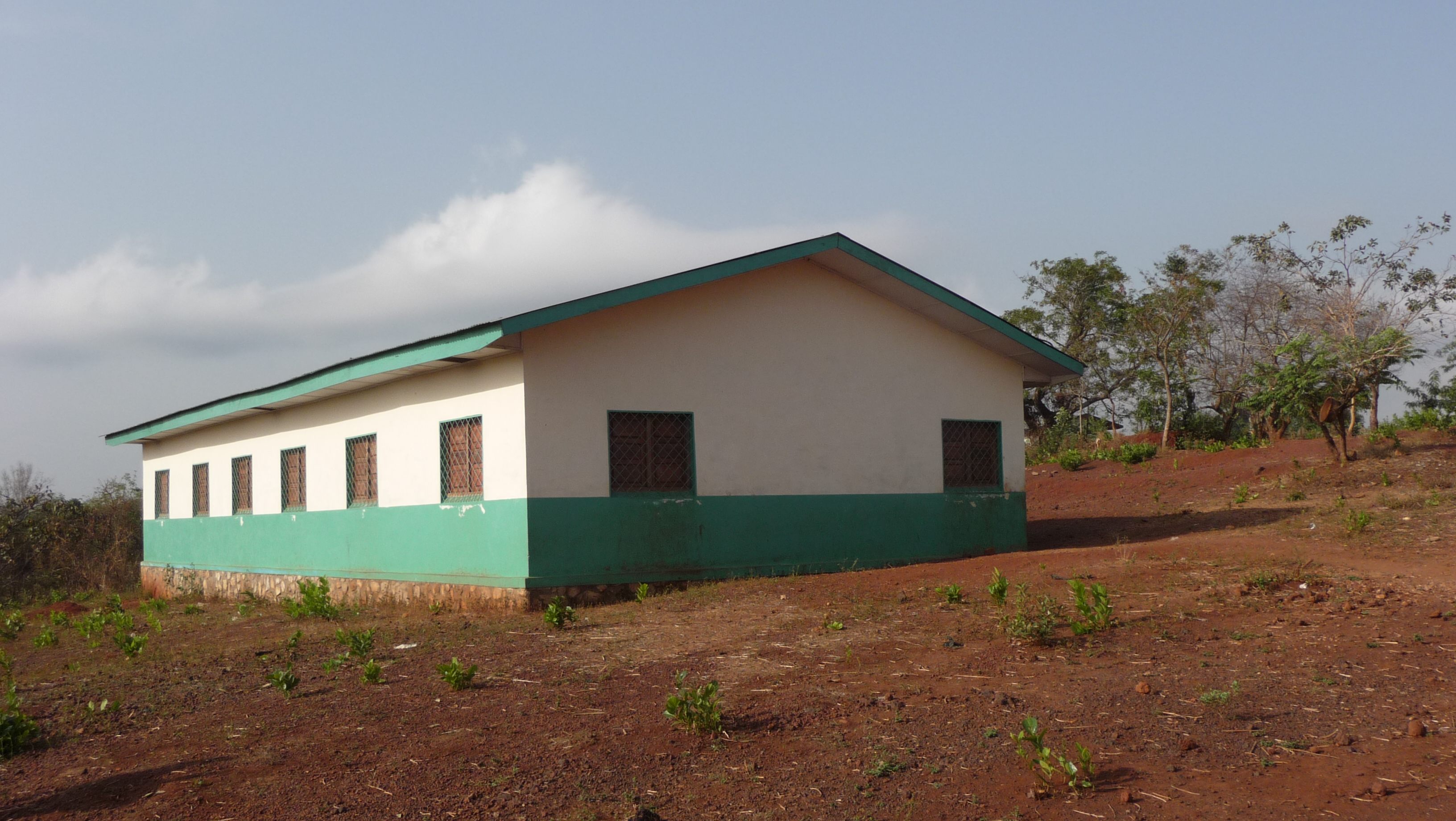
Bloque operatorio promovido por la diócesis en Nzacko

El 10 de febrero de 1964 la prefectura apostólica fue elevada a diócesis con la bula Quod sacri Evangelii del papa Pablo VI. En aquel momento dependían de ella no solo los territorios coincidentes con las prefecturas de Mbomou y Haut-Mbomou, sino también el correspondiente a la prefectura de Basse-Kotto. Su primer obispo fue el misionero espiritano holandés Antoine-Marie Maanicus, que permaneció en el cargo hasta su fallecimiento en 2000. Enterrado en la catedral de Bangassou, su recuerdo da nombre a una de las escuelas primarias católicas de la localidad.
Después del fallecimiento de Maanicus se nombró obispo a quien había sido su coadjutor desde 1997, el misionero comboniano español Juan José Aguirre Muñoz, que ha continuado la labor de su predecesor y ha sido promotor de numerosas obras de atención y promoción social en la diócesis; entre ellas, varias escuelas de educación infantil y primaria, dos institutos de educación secundaria y bachillerato, una escuela técnica, un espacio internet, un orfanato, dos hospitales con quirófano, un centro de atención a enfermos de sida en fase terminal y diversos proyectos de animación rural.
El 18 de diciembre de 2004 cedió una porción de su territorio (la prefectura de Basse-Kotto) con el fin de erigir la diócesis de Alindao mediante la bula Quadraginta per annos del papa Juan Pablo II.
Aguirre ha denunciado en numerosas ocasiones a través de la prensa internacional las duras condiciones de vida a las que se enfrentan sus diocesanos, particularmente con ocasión de los numerosos ataques del llamado Ejército de Resistencia del Señor a la población civil del sureste del país y tras la rebelión de la coalición Séléka en 2012-2013, que condujo al golpe de Estado con que se puso fin al gobierno de François Bozizé, y que coincidió con brutales saqueos y pillajes contra los habitantes de Bangassou y las obras de la diócesis.

## Estadísticas
Según el Anuario Pontificio 2021 la diócesis tenía a fines de 2020 un total de 82 500 fieles bautizados.
| Año                                                                             | Población            | Población | Población      | Sacerdotes | Sacerdotes    | Sacerdotes    | Bautizados por sacerdote | Diáconos permanentes | Religiosos | Religiosos | Parroquias |
| Año                                                                             | Bautizados católicos | Total     | % de católicos | Total      | Clero secular | Clero regular | Bautizados por sacerdote | Diáconos permanentes | Varones    | Mujeres    | Parroquias |
| ------------------------------------------------------------------------------- | -------------------- | --------- | -------------- | ---------- | ------------- | ------------- | ------------------------ | -------------------- | ---------- | ---------- | ---------- |
| 1970                                                                            | 42 367               | 354 000   | 12.0           | 32         | 1             | 31            | 1323                     |                      | 47         | 57         | 20         |
| 1980                                                                            | 39 978               | 337 000   | 11.9           | 28         | 4             | 24            | 1427                     |                      | 34         | 33         | 12         |
| 1990                                                                            | 60 509               | 367 000   | 16.5           | 29         | 7             | 22            | 2086                     |                      | 31         | 30         | 21         |
| 1999                                                                            | 92 246               | 350 500   | 26.3           | 39         | 22            | 17            | 2365                     |                      | 17         | 31         | 19         |
| 2000                                                                            | 94 100               | 350 000   | 26.9           | 31         | 14            | 17            | 3035                     |                      | 17         | 31         | 19         |
| 2001                                                                            | 80 271               | 420 000   | 19.1           | 25         | 12            | 13            | 3210                     |                      | 15         | 35         | 21         |
| 2002                                                                            | 82 100               | 420 000   | 19.5           | 30         | 16            | 14            | 2736                     |                      | 19         | 30         | 21         |
| 2003                                                                            | 82 100               | 420 000   | 19.5           | 28         | 15            | 13            | 2932                     |                      | 16         | 25         | 21         |
| 2004                                                                            | 85 899               | 445 000   | 19.3           | 31         | 16            | 15            | 2770                     |                      | 19         | 26         | 21         |
| 2005                                                                            | 52 000               | 191 500   | 27.2           | 19         | 4             | 15            | 2736                     |                      | 1          | 19         | 8          |
| 2006                                                                            | 53 300               | 194 000   | 27.5           | 28         | 11            | 17            | 1903                     |                      | 19         | 17         | 12         |
| 2012                                                                            | 90 000               | 214 000   | 42.1           | 29         | 24            | 5             | 3103                     | 7                    | 7          | 25         | 11         |
| 2015                                                                            | 95 000               | 226 000   | 42.0           | 31         | 27            | 4             | 3064                     |                      | 6          | 23         | 11         |
| 2018                                                                            | 87 915               | 465 170   | 18.9           | 28         | 22            | 6             | 3139                     |                      | 7          | 12         | 11         |
| 2020                                                                            | 82 500               | 582 500   | 14.2           | 28         | 24            | 4             | 2946                     |                      | 5          | 8          | 14         |
| Fuente: Catholic-Hierarchy, que a su vez toma los datos del Anuario Pontificio. |                      |           |                |            |               |               |                          |                      |            |            |            |

## Episcopologio
- Martin Bodewes, C.S.Sp. † (4 de marzo de 1955-10 de febrero de 1964 renunció)
- Antoine-Marie Maanicus, C.S.Sp. † (10 de febrero de 1964-21 de diciembre de 2000 falleció)
- Juan-José Aguirre Muñoz, M.C.C.I., por sucesión el 21 de diciembre de 2000